# Вартоломей I Константинополски
Вартоломей I (на гръцки: Η Αυτού Θειοτάτη Παναγιότης, ο Αρχιεπίσκοπος Κωνσταντινουπόλεως, Νέας Ρώμης και Οικουμενικός Πατριάρχης, Βαρθολομαίος Α) е 270-ият вселенски патриарх и архиепископ на Константинопол, пръв сред равни между предстоятелите на православните църкви по света от 2 ноември 1991 година. Неговото седалище е в Истанбул.

## Биография
Вартоломей I е роден на 29 февруари 1940 година в село Зейтинликьой (на гръцки Агиос Теодорос) на остров Имброс, Турция с името Димитриос Архондонис. С турско гражданство той принадлежи към гръцкото етническо малцинство в Република Турция.
Доктор хонорис кауза на СВУБИТ (решение на заседание на Академичния съвет на СВУБИТ, протокол № 7 / 10 септември 2007 г.) и на Бургаския свободен университет (решение на заседание на Академичния съвет на БСУ, протокол № 2 / 26 март 2010 г.).
През ноември 2015 г. за усилията му за насърчаване на междурелигиозния диалог и за неговата ангажираност със съвременните проблеми на човечеството президентът Росен Плевнелиев го удостоява с орден „Стара планина“ – I степен. Независимо от това, на 10 ноември 2015 г. избухва безпрецедентен скандал при посещението на вселенския патриарх Вартоломей I в България, след припомняне от негова страна на старото фанариотско обвинение към БПЦ във филетизъм, и министър-председателят Бойко Борисов отказва да го приеме.
Под негово ръководство на среща на предстоятелите и представителите на поместните православни църкви се организира провеждането на всеправославен събор (за първи път от 17. век насам), който впоследствие бива проведен през юни 2016 г. в Колимвари (о-в Крит, Гърция). Поради различни и многобройни разногласия на събора не присъстват 4 от 14-те взаимнопризнати поместни православни църкви. Една от тях е и Българската православна църква.